# 潘鎰
潘鎰（1489年—1541年），字希平，直隸徽州府婺源縣人，民籍，明朝政治人物。

## 生平
應天府鄉試第九十七名舉人。正德十六年（1521年）中式辛巳科會試第一百六十五名，登第二甲第七十七名進士。除南京户部主事，差监浙江北新关，擢署员外郎、郎中，出为荆州府知府。嘉靖十年（1531年）调任湖廣長沙府知府。丁外艰，服阕，除山東兗州府知府，嘉靖十六年（1537年）二月陞本省按察司副使，整飭霸州兵備。扈驾称旨，擢河南布政司左参政，坐先奉诏治前驱，廷谢后期，被御史胡守中所诬执罢归。居二年遭继母丧，哀毁遘疾以卒，年五十有三。

## 家族
曾祖潘友同；祖父潘舜英；父潘珪，母張氏；繼母江氏。具庆下。兄希普。弟潘鉉、潘鏻。